# 塩山上粟生野
塩山上粟生野（えんざんかみあおの）は、山梨県甲州市の地名。郵便番号は404-0031。

## 地理
大きな山は無く、農地や住宅地が広がっている。だが、最近は、農業を辞めた家もあり、荒れ地の所もある。
当時は、生糸を生産していて、日本中に知られる程の、生産地であった。
現在では、桃の生産地として有名である。

### 河川
- 重川
- 文珠川

## 歴史
- 1875年（明治8年）2月、上粟生野村、中萩原村、下粟生野村が合併し大藤村が成立。

## 施設

### 学校
- 大藤小学校
- 塩山北中学校

### 神社
- 喜久理神社

### 寺院
- 周林寺

## 交通

### 国道
- 国道411号線（大菩薩ライン）

### 県道
- 山梨県道207号平沢千野線
- 山梨県道508号大菩薩峠線
- 山梨県道201号塩山停車場大菩薩嶺線

## 大字
- 上井后田
- 下井后田
- 鐙摺
- 赤子
- 室屋